# Osiek nad Notecią
Osiek nad Notecią (prononciation : [ˈɔɕɛk ˌnad nɔˈtɛt͡ɕɔ̃]) est un  village polonais de la gmina de Wyrzysk dans le powiat de Piła de la voïvodie de Grande-Pologne dans le centre-ouest de la Pologne.
Il se situe à environ 5 kilomètres au sud-est de Wyrzysk (siège de la gmina), 39 kilomètres à l'est de Piła (siège du powiat), et à 84 kilomètres au nord de Poznań (capitale de la Grande-Pologne).

## Histoire
De 1975 à 1998, le village faisait partie du territoire de la voïvodie de Piła.

Depuis 1999, Osiek nad Notecią est situé dans la voïvodie de Grande-Pologne.
Le village possède une population de 4 000 habitants en 2008.

## Géographie
Le village se situe sur les rives de la Łobżonka, qui se jette peu après dans le Noteć.  La route voïvodale 194 (qui relie Wyrzysk à Gołańcz) ainsi que la ligne ferroviaire n°18 (qui relie Piła à Kutno) passent par Osiek.